# Station Baranów Sandomierski
Station Baranów Sandomierski is een spoorwegstation in de Poolse plaats Baranów Sandomierski.